# Разговоры о важном
«Разгово́ры о ва́жном» — внеурочное занятие в России, введённое в программы образовательных организаций начального, основного, среднего общего и профессионального образования в 2022 году.
С 5 сентября 2022 года занятие проходит первым уроком в понедельник после обязательных линеек с гимном и поднятием флага России. По официальным заявлениям, предмет направлен на «укрепление традиционных российских духовно-нравственных ценностей» и «воспитание патриотизма» среди российских школьников. Сценарии занятий разрабатываются Институтом стратегии развития образования Российской академии образования. Дополнительные материалы предоставляются Институтом воспитания РФ и Движением Первых.

## История
20 июня 2022 года на заседании общества «Знание» было объявлено о новом образовательном проекте. Материалы к урокам нового цикла подготовил начальник управления президента по общественным проектам Сергей Новиков.
Предмет «Разговоры о важном» было предложено ввести с осени 2022 года. Вести урок будут главным образом классные руководители.
В конце августа 2022 года были опубликованы первые сценарии и методички. В официальных заявлениях и методичках утверждалось, что предмет направлен на «укрепление традиционных российских духовно-нравственных ценностей» и воспитание патриотизма. Среди тем были «принятие идеи о действенной любви к Родине» и активный патриотизм через «готовность защищать свою Родину с оружием в руках» и действия во благо Родины, в том числе и малые. Была и тема готовности пожертвовать жизнью во имя Родины и «её счастья». Помимо предмета, было сообщено о том, что с 1 сентября вводятся обязательные утренние линейки с поднятием флага и исполнением гимна, после которых в понедельник начинаются «Разговоры о важном», оформленные как внеурочные занятия. Хотя на официальном сайте заявлено, что опубликованные разработки носят рекомендательный характер, а занятия проводятся по выбору учителя, Министерство просвещения подчёркивает, что эти уроки обязательны.
По данным проекта «Важные истории», сотрудники которого изучили методички для российских учителей, на занятиях «Разговоры о важном» детям будут рассказывать о патриотизме и традиционных ценностях. При этом для 1-2 классов любовь к Родине будет начинаться с любви к природе: детям будут показывать фотографии пейзажей России, включать звуки русской природы и патриотические песни; в 3-4 классах ребёнку планируют объяснить, что любовь к Родине ещё означает решимость встать на её защиту в опасное время; в 5-7 классах учителей заставят рассказывать о «СВО», об «издевательствах над жителями Донбасса со стороны киевского режима» и «базах НАТО на Украине», а в 8-11 классах детям скажут, что просто декларировать любовь к Родине нельзя, а «по-настоящему патриотически настроенные люди готовы защищать её с оружием в руках».
В опубликованных в конце августа 2022 года методичках и сценариях говорилось о «специальной военной операции», её причинах, роли «коллективного Запада» в ней, «героизме российских военных» и необходимости «защитить население Донбасса». Кроме того, 2 сентября издание «Важные истории» опубликовало, как заявлялось, расшифровку проведённого 1 сентября в одной из московских школ классного часа в рамках «Разговоров о важном». В расшифровке учительница объясняет ученикам, что «спецоперация» ведётся, чтоб защитить русских от «националистов». В школе № 2 Переславль-Залесского детям рассказали о «нацизме на Украине» и «плюсах» войны против неё с использованием обсценной лексики, что возмутило родителей. Однако 12 сентября были опубликованы другие методички, в которых уже отсутствовали тема готовности умереть за Родину, военная тематика и упоминания «спецоперации».
Среди политических тем также было «воссоединение Крыма с Россией» (урок запланирован на середину марта из-за даты захвата Крыма), на январь запланирован обязательный урок о блокаде Ленинграда. Помимо политических тем были предложены занятие о юбилее Станиславского и занятие о Циолковском.
1 сентября 2022 года в Калининграде Путин в рамках предмета провёл открытый урок «Разговор о важном» для победителей олимпиад и конкурсов в области культуры, искусства, науки и спорта. В ходе открытого урока он затронул и тему «спецоперации».
5 сентября 2022 года для школьников 5—11 классов и студентов образовательных организаций профессионального образования тему занятия «Мы — Россия. Возможности — будущее» разработали сотрудники президентской платформы «Россия — страна возможностей».
12 сентября, как утверждает Meduza, на уроке уже действительно не упоминалась «специальная военная операция», однако учителям предложили рассказать старшеклассникам о «современных героях, воспитанных на фронтовой литературе Великой Отечественной войны», в том числе об участниках Второй чеченской войны и военной операции России в Сирии. Проводились уроки и на нейтральные темы, например, на тему «Россия — великая страна».
В феврале 2023 года Сергей Кравцов сообщил, что церемония исполнения гимна и «Разговоры» будут проводиться в педагогических вузах, подведомственных министерству. Также было заявлено об инициативе проводить занятия с родителями школьников.
С 13 февраля 2023 года в рамках программы «Доброе утро» на Первом канале по понедельникам транслируется фрагмент занятия «Разговоры о важном». Телезрителям показывают видеоролик или записанные интервью по теме с различными общественными и политическими деятелями.
3 октября 2024 года Путин одобрил предложение распространить «Разговоры о важном» на детские сады для детей с пяти лет.

## Критика
Обсуждение нововведения оживилось в последние дни августа. 31 августа движение «Мягкая сила» и профсоюз «Альянс учителей» в открытом письме призвали родителей учеников, а также педагогов бойкотировать занятия «Разговоры о важном», подчеркнув, что многие формулировки из учебных материалов для уроков цикла не имеют отношения к воспитанию патриотизма и что спущенные сверху методички и инструкции носят рекомендательный, а не обязательный характер.
По мнению некоторых учителей, опубликованные в конце августа методички вызывают скуку и отторжение на физическом уровне. При этом на разработку интерактивных материалов для дополнительных занятий Минпросвещения уже потратило 22 миллиона рублей. Высказывались также мнения, что весь урок — лишь прикрытие для военной пропаганды, не имеющей ничего общего с патриотизмом. Иван Меньшиков назвал предмет «попыткой государства навязать детям „линию партии“», и заявил, что он нарушает ст. 34 закона «Об образовании в РФ», не допускающую участия школьников в политических акциях, а Александр Кондрашев считает, что поскольку по сценарию отвечают только ученики, «всё это может пойти не по сценарию из методичек», и это приведёт либо к «политинформации», либо к возвращению открытых политических дискуссий в школе. Кроме того, он говорит, что такие классные часы «вообще не вписываются в концепцию образования»: «Если еженедельные классные часы не часть учебной программы, то дети не обязаны туда ходить. И родители могут об этом написать классному руководителю».
Некоторые учителя сообщали о давлении со стороны руководства из-за отказа поддержать власти или проводить уроки по методичкам. Также сообщалось, что уроки и утренние линейки намерены саботировать ученики и их родители. 7 сентября независимый профсоюз «Альянс учителей» опубликовал в Telegram-канале шаблоны заявлений родителей и учителей с аргументами, которые помогут «освободить детей от пропагандистских уроков».
Адвокат Михаил Беньяш также назвал «Разговоры о важном» противоречащей законодательству «политической агитацией» — «попыткой через детей воздействовать на родителей». В то же время адвокат Виолетта Волкова заявляет, что «учебный и воспитательный процесс не является такой акцией», и что новый предмет не противоречит не только закону «Об образовании в РФ», но и ст. 5 «О защите детей от информации, причиняющей вред их здоровью»: «Воспитание в детях любви к Родине не предполагает совершение ими действий в ущерб себе, но готовит к ответственному отношению к себе и окружающим — на примере героического поведения людей, готовых жертвовать личным во имя общественного».
Некоторые политологи заявили, что «Разговоры о важном» учат «пониманию патриотизма как любви к государственной системе», что «часть педагогов будет стараться избежать конфликтности… и постарается сделать курс малозапоминающимся», сравнили их с уроками политинформации эпохи застоя, «когда акцент на любви к Родине постепенно стал занимать большее место в сравнении с идеями социализма и коммунизма», и поставили под сомнение эффективность таких занятий.
Министерство просвещения называет «Разговоры о важном» обязательными к посещению, несмотря на то что это внеурочное занятие. По словам председателя правления Ассоциации семейных школ Светланы Марзеевой, родители вправе отказаться: Внеурочная деятельность в рамках учебного плана действительно обязательна. Но заключение договора об индивидуальном учебном плане предусматривает непосещение части обязательных занятий. Кроме того, и в обязательном учебном плане есть «часть, формируемая участниками образовательного процесса». Уже из этой формулировки следует, что родители имеют право выбора направлений и форм внеурочной деятельности.

## Другие проекты
Учебные курсы
25 октября Meduza, ссылаясь на источники, рассказала о разработке подобной «идеологической дисциплины» и для вузов — Основы российской государственности — аналога «научного коммунизма», который изучали в университетах в советское время. Разрабатывать курс будет общество «Знание», наблюдательный совет которого возглавляет Сергей Кириенко. Новый предмет может быть введён в вузах уже в 2023/24 учебном году. По плану, студенты негуманитарных специальностей будут изучать его один год, гуманитарии — несколько лет, а историки и политологи — на протяжении всего времени обучения. Задача разработки вузовского курса поставлена Андрею Полосину, ставшему проректором РАНХиГС.
9 ноября 2022 года министр просвещения Кравцов сообщил, что со следующего года в школах появится курс по начальной военной подготовке. Предмет Основы безопасности жизнедеятельности будет переименован в «Основа безопасности и защита Родины».
В январе 2023 года школьникам с 1 по 11-й класс включили в реестр общеобразовательных программ курс лапты.
Минобрнауки утвердил концепцию преподавания истории России в университетах для неисторических специальностей. В ней предлагается уделять особое внимание тому, «что на всём протяжении российской истории сильная центральная власть имела важнейшее значение для сохранения национальной государственности». О противоречиях и проблемах предлагается говорить, избегая «негативного уклона и очернительства».
В августе 2023 года Минпросвещения представило новый учебник истории для 10-11 классов. Авторы нового учебника по истории России полностью переписали разделы с 70-х годов по настоящее время, добавив раздел про «СВО». В нём собраны тезисы пропаганды об Украине и призывы не доверять альтернативным источникам информации.
Школы начали закупать беспилотные летательные аппараты для обучения детей. С 1 сентября 2023 года школьников начнут обучать основам применения беспилотников на уроках начальной военной подготовки. В Алабуге «мирные» проекты в кластере стали закрываться, студентов колледжа насильно привлекают к сборке боевых иранских беспилотников «Шахед».
Прочее
Российские власти используют военнослужащих (в том числе бойцов ЧВК «Вагнер») для «патриотического воспитания». Психологи говорят, что встречи с солдатами, которые буквально вчера вышли из окопов, сомнительны с точки зрения психологической безопасности детей.
В школы на «Уроки мужества» приглашают выступать непосредственных участников войны. В феврале 2023 года анонсировали проект «Твой герой» как программу адаптации вернувшихся военнослужащих, в нём демобилизованных мужчин учат работать с детьми.
К февралю 2023 года, Алёна Аршинова сообщила, что установлено уже около 11 тысяч «парт героев» в 6 000 школах.
13 марта 2023 года Минпросвещения поддержало предложение ввести ношение «патриотических значков» в школах. К октябрю минимум 60-ти школам присвоили имена погибших участников войны в Украине.